# 石川川 (沖縄県)

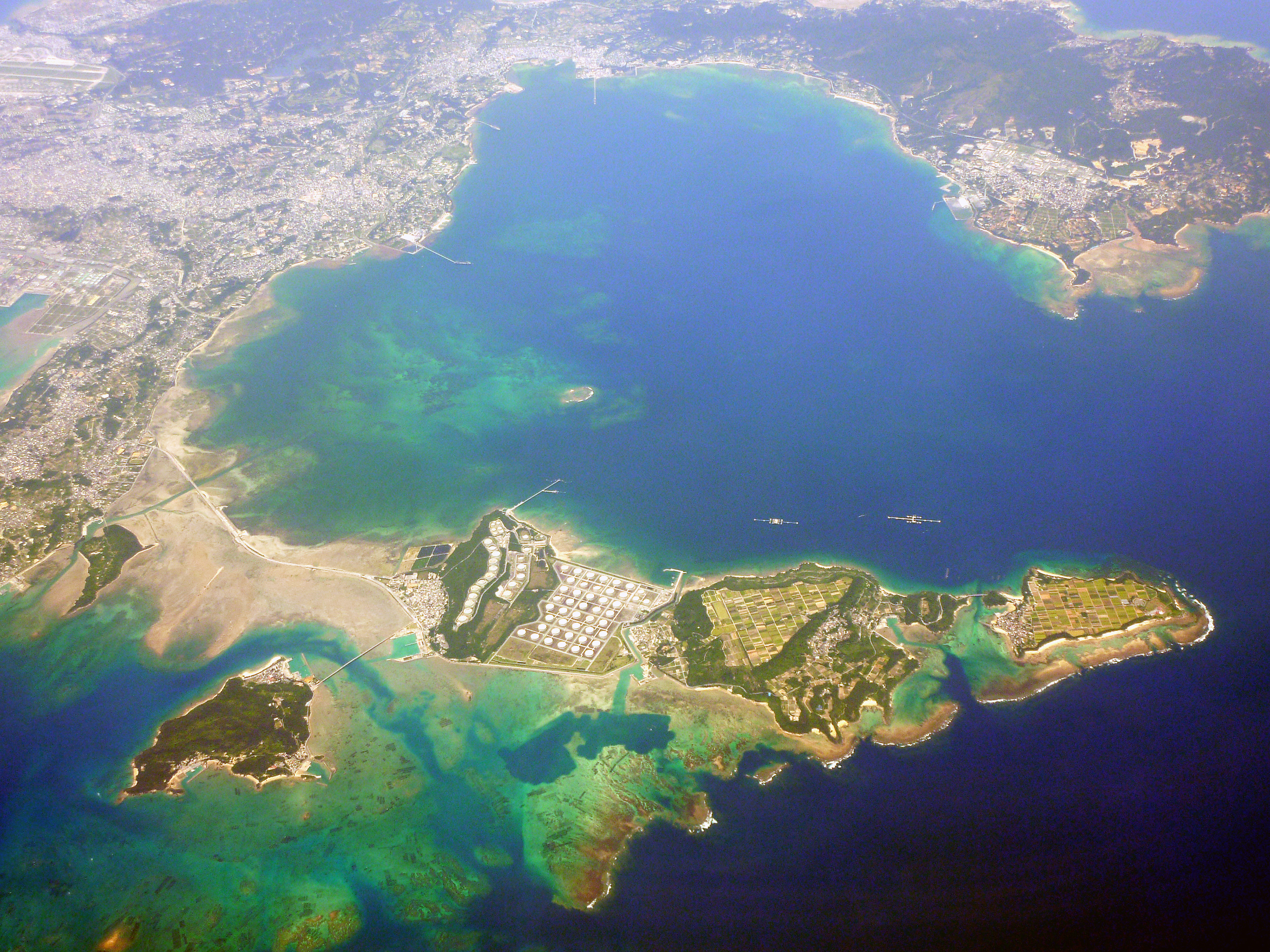
金武湾（画像中央の奥付近に河口がある）

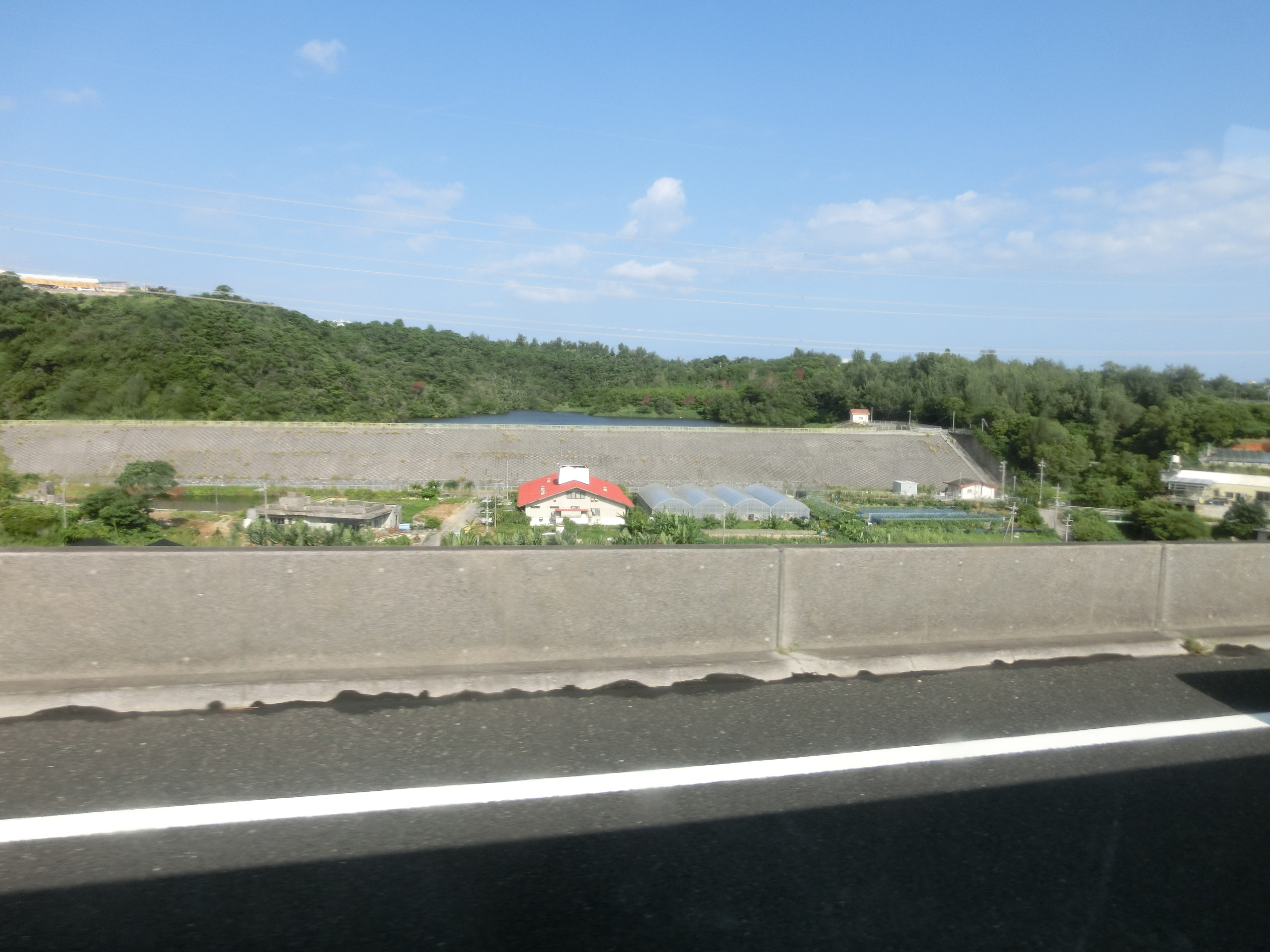
石川ダム（奥がダム本体）

石川川（いしかわがわ）は、沖縄県うるま市を流れる二級河川。河川延長2.9キロメートル、流域面積10.31平方キロメートル。

## 概要
うるま市と恩納村の境界付近にある丘陵地に端を発し、うるま市内を流下して金武湾に注ぐ。丘陵地は石川岳（214.2メートル）に連なる石灰岩台地で、最上流部には石川ダムが置かれており、周辺の農地で利用するために灌漑用水を取水している。支川としては普通河川のユマサ川と肥前川があり、いずれも恩納村から流下している

## 環境
上流部では河道周辺の植生としてリュウキュウマツの群生があり、他にはアカギやハドノキ、ホルトノキ、ハマイヌビワ、イジュなどが多く見られる。農地の中を流下する中流部ではパラグラスやホテイアオイなどの水生植物が、感潮域となっている下流部の水際ではメヒルギなどのマングローブ林がある。
上流部にはテナガエビ類やサカモトサワガニなどの甲殻類が生息しているが、外来種のグッピーやカワスズメなども確認されている。中流部では魚類としてはハゼ、カダヤシなどのほか、カゲロウやイトトンボなどの昆虫、テナガエビやモクズガニなどの甲殻類が生育しており、これらを餌とする鳥類としてバンやシマアジなども生息する。下流部ではボラなどのほかフタバカクガニなどがおり、中流部同様にこれらを餌とするバン・シマアジのほかダイサギなどが確認できる。
なお、2016年には上流部で全長167センチ、重さ18キロにもなるオオウナギが捕獲された。